# Architektura gotycka

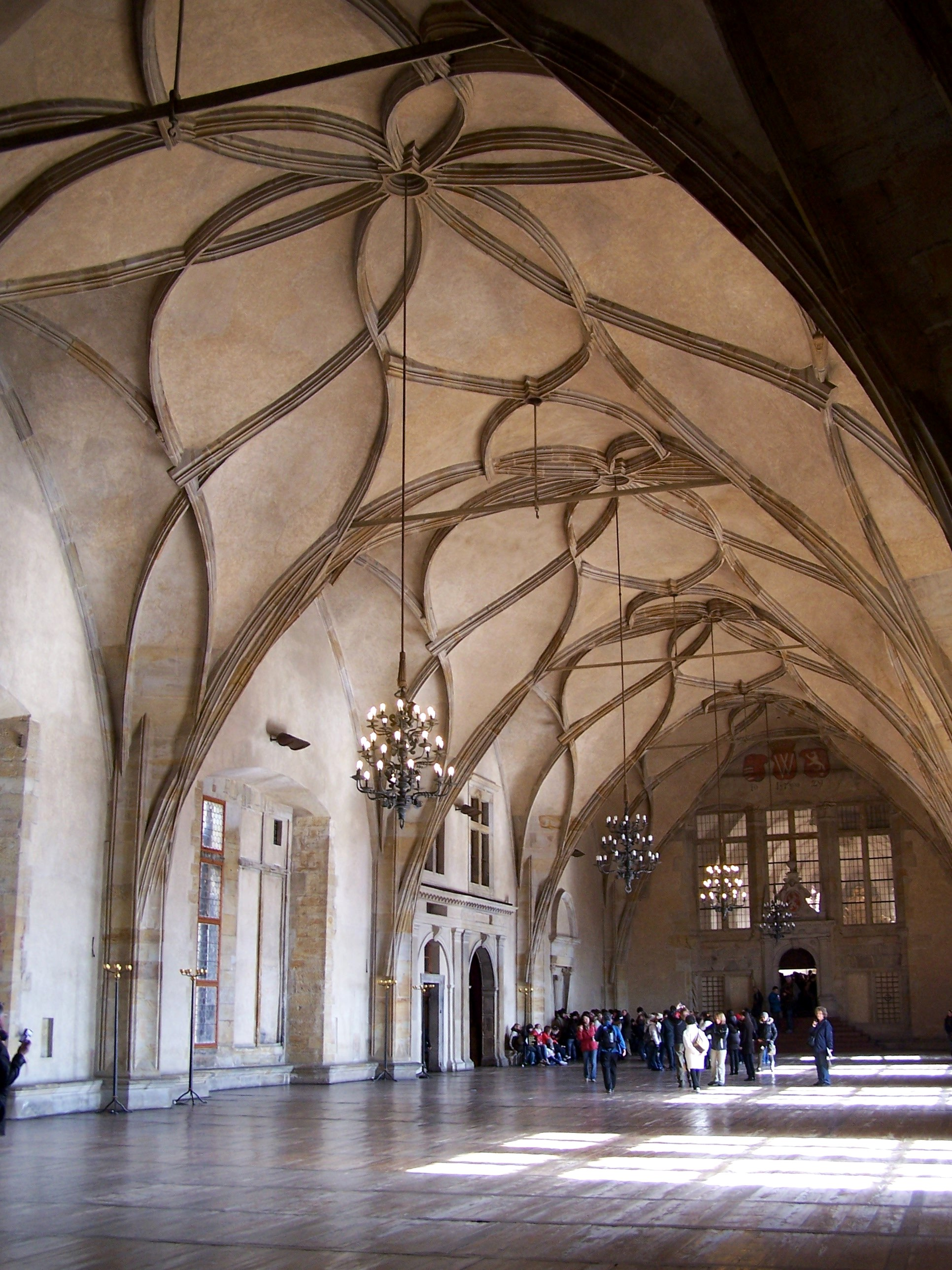
Sala władysławowska

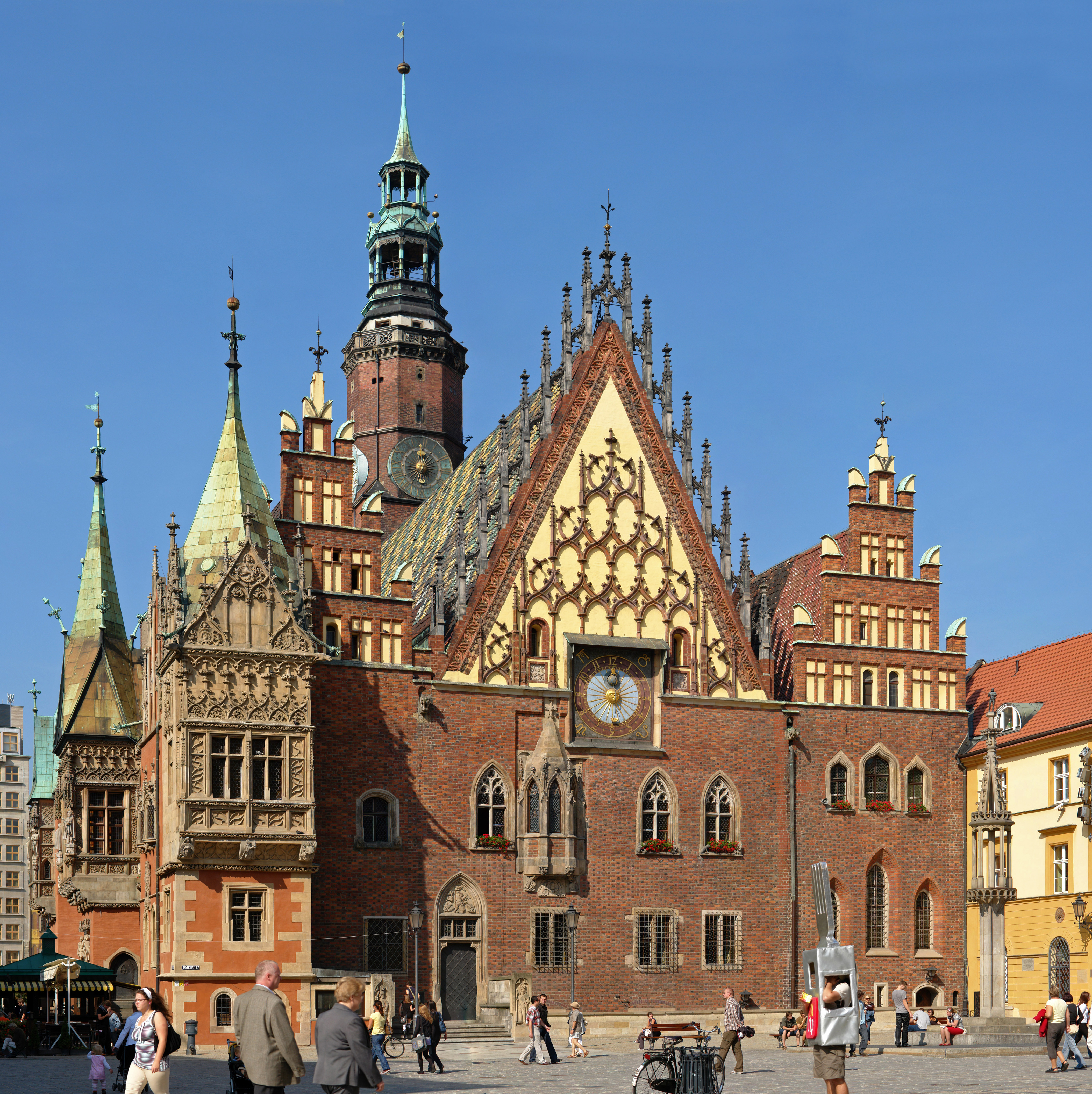
Gotycki Ratusz we Wrocławiu

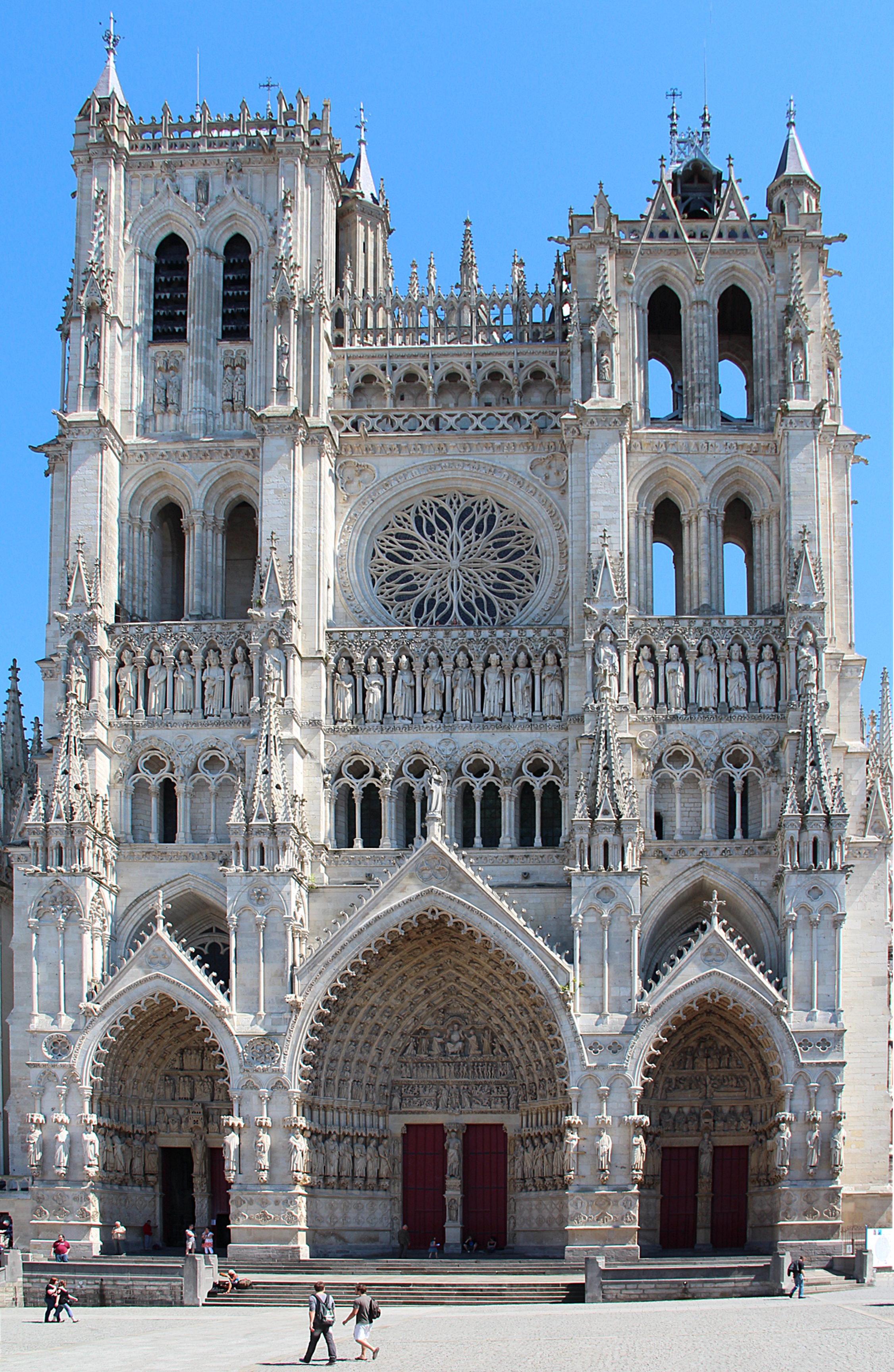
Katedra w Amiens

Architektura gotycka (gotyk) – styl w architekturze europejskiej okresu późnego średniowiecza, od XII do początku XVI wieku. Za wzorcowy przykład budynku gotyckiego na ogół uważa się gotycką katedrę, choć w rzeczywistości był to również okres rozwoju architektury świeckiej (mieszczańskiej i rezydencjonalnej). Architektura gotycka w zamierzeniu jej twórców miała w doskonały sposób odzwierciedlać boską naturę i wielbić Boga. Strzelista, ogromna bryła kościoła stała się symbolem czasów, w których religijność charakteryzowała się wielkim pragnieniem wzniesienia się ku Bogu. W bryle dominują kierunki pionowe. Ich powtarzalność w bliskim sąsiedztwie, rozczłonkowanie bryły, delikatna dekoracja tworzą budowle ekspresyjne i lekkie. Barwne światło przenikające do wnętrza przez wysokie witraże stwarza wrażenie uduchowienia, a powtarzające się we wnętrzu wertykalne linie i znaczna odległość do sklepienia kierują wzrok ku górze.

## Etymologia nazwy stylu
Nazwa „gotyk” została użyta po raz pierwszy w połowie XV wieku przez L.B. Albertiego. Było to pejoratywne określenie opisujące wytwory kultury uważanej za prymitywną i barbarzyńską. Negatywną ocenę stylu gotyckiego podzielał Giorgio Vasari w XVI w. Dla ludności italskiej gotyckie formy architektoniczne były równie obce i niezrozumiałe, jak poprzedzający go romanizm. W rzeczywistości architektura i styl gotycki nie mają żadnego historycznego związku z germańskim plemieniem Gotów.
Styl gotycki był nazywany także stylem ostrołukowym. Jednak i to określenie nie jest całkowicie właściwe. Ostry łuk występował nie tylko w architekturze gotyckiej, a także już (znacznie wcześniej) w stylu romańskim oraz w architekturze islamu.

## Historia powstania
Za początek gotyku umownie uważa się rok 1144, kiedy za sprawą opata Sugeriusza przebudowano chór w opactwie Saint Denis, które było wtedy nekropolią (miejscem pochówku królów Francji). Przebudowa ta była wiązana z odnalezieniem pism neoplatońskich Pseudo-Dionizego Areopagity. Następnie był stopniowo przejmowany przez pozostałe państwa Europy (najwcześniej, ok. 1175 przez Anglię, po 1200 roku przez Niemcy). Pierwszym obiektem uznanym jako gotycki jest Bazylika św. Dionizego w Saint-Denis, związana z osobą opata Sugeriusza. Miejscem narodzin gotyku był region Ile-de-France, jednak pewne rozwiązania konstrukcyjne umożliwiające jego powstanie (np. sklepienie krzyżowo-żebrowe) zaczęły pojawiać się już na przełomie XI i XII wieku w Normandii (Évreux, Jumièges, Lessay), północnych Włoszech (kościoły w Rivolta d'Adda i w Mediolanie) i Anglii (katedra w Durham, lata budowy 1093–1128). Łuk ostry pojawia się np. w Burgundii, m.in. w sklepieniu kościoła benedyktynów w Cluny z przełomu XI i XII wieku. Etapy bezpośrednio poprzedzające ukształtowanie się stylu mogą ilustrować kościoły klasztorne w Saint-Germer-de-Fly (dep. Oise) i Saint Martin-des-Champs (Paryż).
Łuk ostry, złożony zazwyczaj z dwóch odcinków kół, wraz z rozwojem gotyku staje się niejednokrotnie coraz bardziej skomplikowany. W Anglii pojawił się tzw. łuk Tudorów, łuk przybiera postać tzw. oślego grzbietu, a nad niewielkimi otworami występuje tzw. łuk kotarowy. Sam fakt pojawienia się coraz ostrzej budowanego łuku nie jest najistotniejszą cechą gotyku. Większe znaczenie miało odejście od przestrzeganej wcześniej rygorystycznej zasady wiążącej wysokość strzałki łuku z jego rozpiętością. Zmianie ulega także sposób konstruowania sklepień krzyżowych przez zastosowanie żeber podpierających kolebki. To z kolei, w połączeniu ze zmianami kształtu łuku, pozwala na znaczną dowolność w kształtowaniu rozwiązań sklepień przekrywających nawy. Dla odciążenia filarów część sił przenoszących się ze sklepienia przerzucono za pośrednictwem łęków na stawiane poza obrysem bryły kościoła tzw. wieże sił. Po raz pierwszy takie rozwiązanie zastosowano we Francji w XII wieku, w opactwie Saint-Denis pod Paryżem podczas przebudowy katedry przeprowadzonej w latach 1140–1144 według projektu opata Sugera. Części zrealizowane za życia opata obejmowały dwuwieżową fasadę zachodnią z przedsionkiem i część wschodnią (obejście prezbiterium). Ideą Sugera było stworzenie ziemskiego odpowiednika Niebieskiej Jerozolimy, budynku o wysokim stopniu linearności i przenikniętego światłem, inspirowanego pismami Pseudo-Dionizego Areopagity. Cienkie kolumny, okna z witrażami i ogólne wrażenie wertykalizmu i lekkości złożyły się na architekturę, której elementy ulegną nasileniu w ciągu dalszego rozwoju stylu gotyckiego.

## Charakterystyka

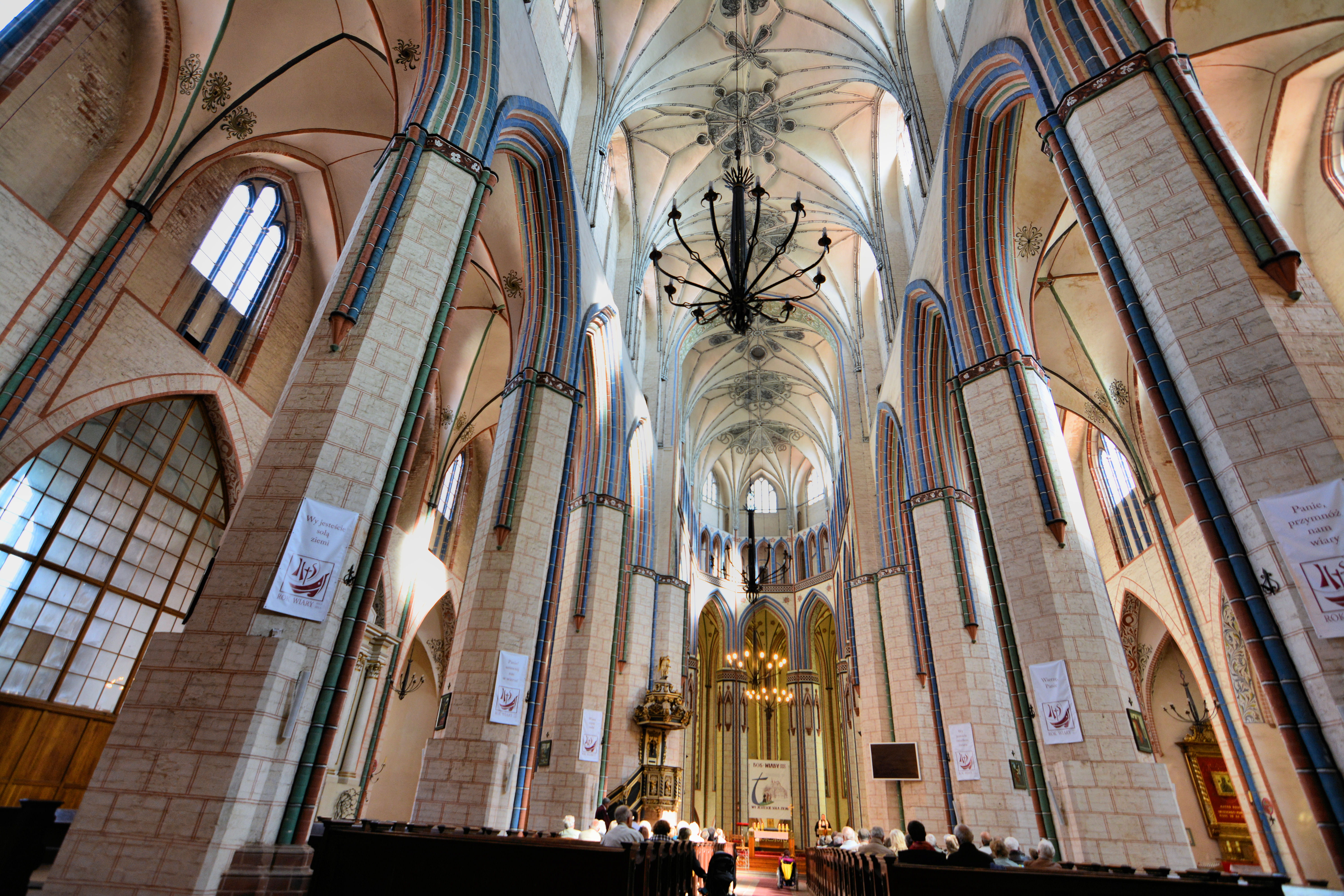
Wnętrze kościoła mariackiego w Stargardzie

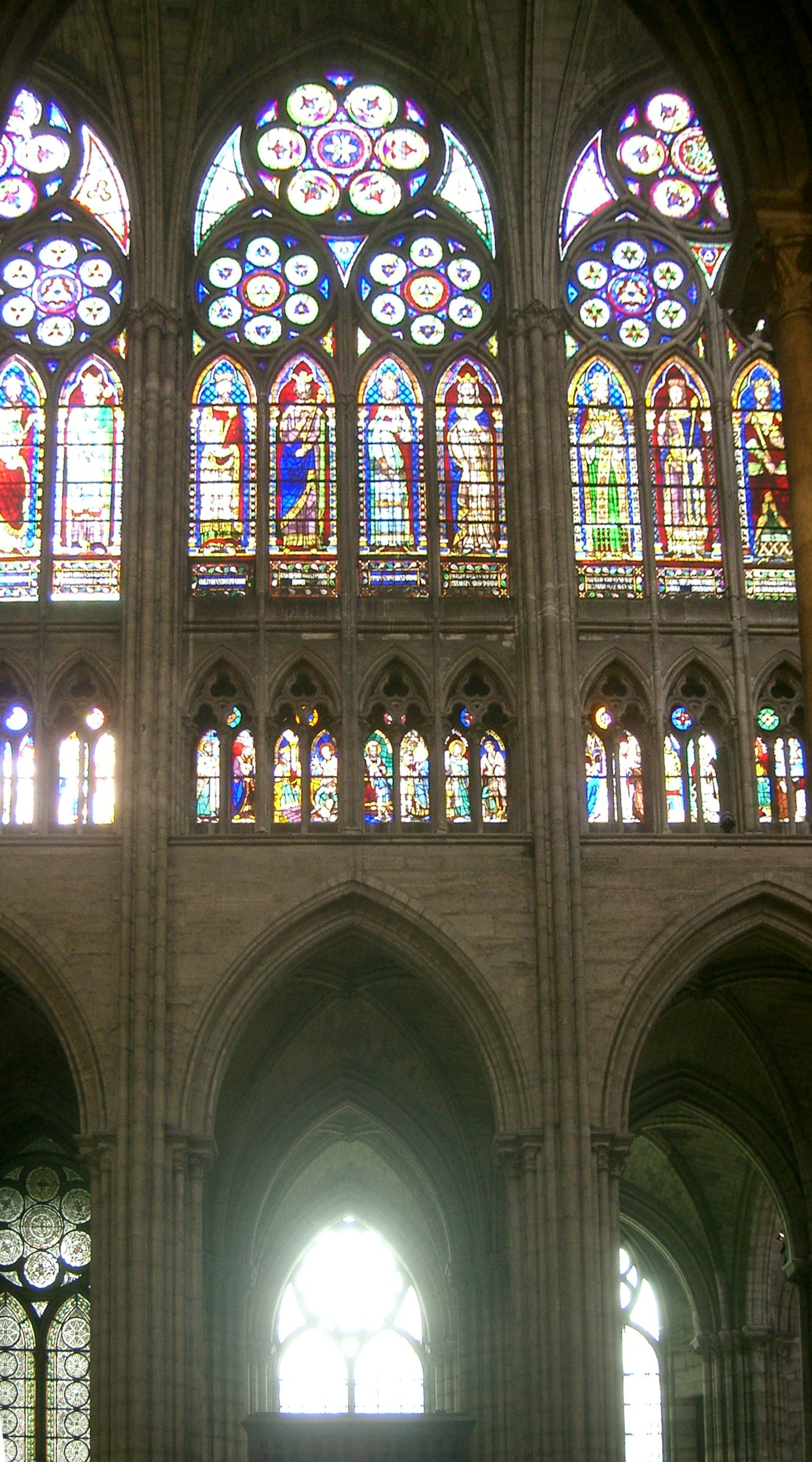
Trójkondygnacyjny podział elewacji wewnętrznej kościoła w klasycznym gotyku – Bazylika w St. Denis

### Budownictwo sakralne
W okresie gotyku najczęściej budowano kościoły na planie trójnawowej bazyliki, chociaż zachowało się także wiele przykładów zastosowania rozwiązań halowych. Bazyliki i hale mają znacznie wydłużony kształt i zakończone są podłużnymi prezbiteriami. Układ wzbogacają obejścia i wieńce kaplic. Fasadę zamyka jedna lub (częściej) dwie wieże. Czasem spotykane są także rozwiązania, w których zastosowano dwie wieże na zakończeniach transeptu albo obok niego. W Anglii powtarzane jest rozwiązanie znane z okresu romańskiego – wieża na skrzyżowaniu naw głównej i poprzecznej. Wznoszone kościoły często odznaczały się ogromnymi rozmiarami. Wysokość wież często przekracza 100 m (np. Katedra w Salisbury – 123,0 m, w Ulm – 161,5 m) a sklepienia nawy głównej wznoszą się średnio 20–30 m nad poziomem posadzki. Rozmach wiąże się nie tylko z rozwojem sztuki budowlanej, ale także z rosnącą pozycją mieszczaństwa, które w wielu przypadkach było fundatorem budowli stawianych w poszczególnych miastach. Skromniejsze kościoły powstawały przy ośrodkach zakonnych hołdujących regule ubóstwa. Cechami najbardziej charakterystycznymi dla gotyckich kościołów są ich ogrom i strzelistość. Gotyckie kościoły były budowane niejednokrotnie przez dziesiątki lat. Zmieniająca się niekiedy sytuacja materialna fundatorów powodowała przerywanie budowy niedokończonych wież (stąd w wielu gotyckich kościołach wieże mają różną wysokość) i wystroju elewacji. Dzieła kończono czasem po latach, w innej epoce i w innym stylu.
Gotyk podkreśla wertykalizm budynku i cechuje się szkieletową budową. Zastosowanie łuków przyporowych, ostrych łuków w elementach konstrukcyjnych i sklepień krzyżowo-żebrowych pozwoliło na prawie całkowite wyeliminowanie ściany, zastąpionej przez okna wypełnione witrażami. Masywne filary stosowane w romanizmie zmieniły się w gotyku w pęki służek, których przedłużeniami stały się żebra sklepienne. Część obciążeń przenoszonych przez żebra sklepienne przerzucono powyżej dachów na dobudowane z zewnątrz wieże sił zwieńczone ostro zakończonymi sterczynami. W budowlach halowych siły te przejmowały skarpy. Podparcie sklepień na żebrach pozwoliło na wprowadzenie sklepień żebrowych przekrywających pola o dowolnym kształcie. Udoskonalenie techniki pozwoliło na bardziej racjonalne wykorzystanie przekrojów żeber. Trójkątne pola sklepień krzyżowo-żebrowych dzieli się na mniejsze trójkąty i tak pojawia się sklepienie gwiaździste, ukośnie przecinające się żebra układają się w sklepienie sieciowe (siatkowe), ułożenie wysklepek pod różnymi kątami tworzy sklepienie kryształowe. Różny, często zawiły układ żeber, prowadzi do konstrukcji wielu odmian sklepień żebrowych o fantazyjnym rysunku. Całości wrażenia dopełniała dekoracja rzeźbiarska, pokrywająca kapitele kolumn i służek, zworniki (klucze) w miejscu przecięcia się żeber, konsole podpierające służki, a także fasady zewnętrzne, w szczególności koncentrująca się na portalach zwieńczonych trójkątną wimpergą i w galerii królewskiej. Krzywizny zdobią czołganki (żabki), szczyty wieńczą kwiatony, w portalach miejsce półkolumn często zajmują rzeźby królów i proroków (tzw. portal królewski). Wśród ornamentów rzeźbiarskich pojawiają się motywy roślinne i zwierzęce. Artyści chętnie sięgają do rodzimych wzorów, wykorzystując powszechnie znane kształty np. winorośli, bluszczu, liści koniczyny, dębu czy najzwyklejszych polnych kwiatów. Motywy roślinne przeplatają się z wizerunkami ptaków i innych zwierząt. Nieobce są fantazyjne stwory w postawie wyprostowanej, albo skulone (maszkarony), niekiedy pełniące rolę rzygaczy. Rzeźbę cechują realizm i coraz wyraźniejsza ekspresja. Obróbka detali rzeźbiarskich jest niezwykle staranna, nie ma znaczenia, czy element architektoniczny będzie mógł być podziwiany przez widza, czy też umieszczony wysoko ponad ziemią pozostanie niewidoczny w swoich szczegółach. Artysta tworzył na chwałę Boga. Szczyt zdobią niewielkie wnęki zwane blendami, których wnętrze często pokrywane jest tynkiem, a czasem urozmaicane podziałem przy pomocy laskowania. Ściany dodatkowo zdobią wielobarwne freski. Najważniejszym elementem wnętrza są rozbudowane ołtarze szafiaste, a całość wzbogaca wielobarwne światło wpadające do wnętrza przez kolorowe witraże wbudowane w okna podzielone na mniejsze pola maswerkami, których układ stawał się coraz bogatszy i bardziej skomplikowany. Pod koniec gotyku (XV w.) rozbudowano go do stylu zwanego flamboyant (gotyk płomienisty).
Specyficzna odmiana gotyku, tzw. gotyk ceglany, rozwinęła się na terenach, na których przeważało budownictwo ceglane (północne Niemcy, Polska i kraje bałtyckie). Przykładami budowli reprezentujących tę odmianę mogą być kościoły Mariackie w Stralsundzie i w Gdańsku.

### Budownictwo świeckie

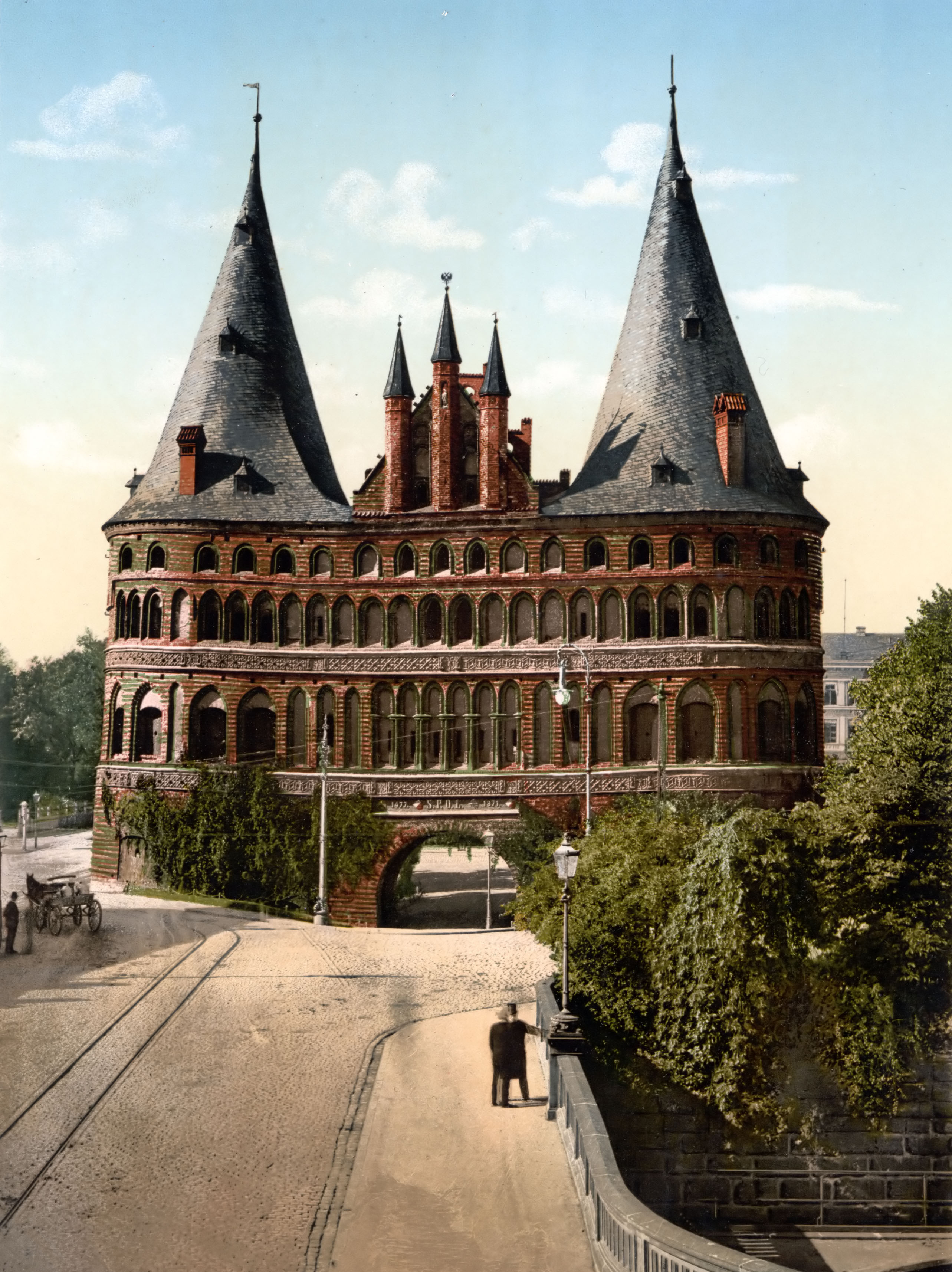
Świeckie budownictwo epoki gotyku: Brama Holsztyńska w Lubece

Rozbudowa miast i siedzib władców to przede wszystkim doskonalenie ich funkcji obronnych, które musiały zabezpieczyć ich mieszkańców przed coraz to doskonalszymi technikami oblężniczymi. Okres gotyku to nie tylko udoskonalenie machin oblężniczych, ale i w jego schyłkowym okresie pojawienie się artylerii. Mury obronne wieńczy krenelaż, a obronę ułatwiają hurdycje, zastąpione w XIV wieku machikułami. Nad poszerzonymi fosami buduje się najczęściej mosty zwodzone, podnoszone w całości lub w części przy murach. Po podniesieniu stanowią dodatkową osłonę bram. Przedpole chronią budowane barbakany połączone szyją z bramami w murach obronnych. Na znaczeniu tracą donżony. W drugiej połowie XV wieku, w dolnej partii murów pojawiają się otwory strzelnicze dla ustawionych po ich wewnętrznej stronie dział artyleryjskich.
Coraz większe znaczenie w zabudowie miast mają ratusze, siedziby władzy miejskiej. W budowlach wznoszonych po północnej stronie Alp przeważa układ, w którym na parterze lokowane są hale targowe, a piętro zajmują biura i pomieszczenia obrad rajców. Wraz z rozwojem pełnionych funkcji budowle są rozbudowywane. W podziemiach coraz częściej lokowane są więzienia i izby tortur, a w nadziemnych częściach budowli sale sądownicze. Miejskie zbrojownie początkowo lokowano także w pomieszczeniach ratusza. Z czasem przeniesiono je do osobnych budowli zwanych arsenałami, a amunicję do prochowni. W miastach leżących w pobliżu szlaków handlowych pomieszczenia handlowe w ratuszach szybko stają się zbyt małe. Stąd często pojawiają się osobne budowle pełniące tę funkcję. Ponadto bogate cechy rzemieślnicze budują swoje własne hale mieszczące również biura, sale zebrań i pokoje gościnne.
Na obrzeżach miast powstają szpitale, budowane najczęściej przez bractwo Św. Ducha (rzadziej zajmują się tym inne zakony). W szpitalach oprócz jednej czy też dwóch izb dla chorych mieszczą się kaplica, sale dla zakonników i pomieszczenia gospodarcze.
Domy bogatszych mieszczan w końcowej fazie gotyku to budowle złożone z dwóch części połączonych niewielkim dziedzińcem. Część frontowa mieści na parterze pomieszczenia przeznaczone dla klientów, a na piętrze izby mieszkalne właściciela. Za podwórkiem, w części tylnej, lokowane są zazwyczaj na parterze składy, stajnie, wozownie. Piętro zajmują pomieszczenia dla służby. Początkowo były to budynki drewniane w całości lub budowane z kamienia albo cegły, w części dolnej z piętrem w konstrukcji drewnianej. Powtarzające się pożary zmusiły do zastąpienia drewna materiałami niepalnymi.

### Rozwiązania materiałowe

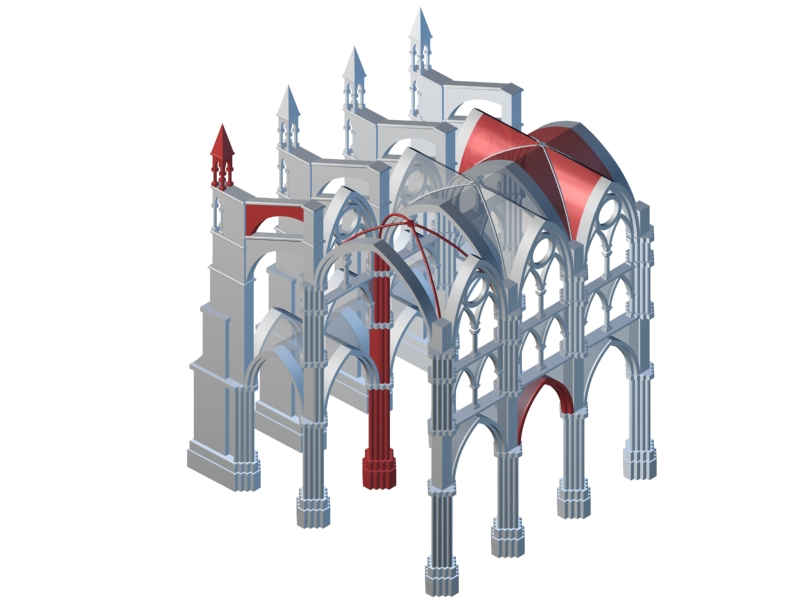
System przyporowy gotyckiego kościoła

Nadal istotną rolę w budownictwie odgrywał kamień. Zwłaszcza elementy konstrukcyjne przenoszące znaczne naprężenia ściskające musiały cechować się dużą wytrzymałością oraz odpornością na działanie czynników atmosferycznych. Żebra łęków i filarów systemu przyporowego umieszczone po zewnętrznej stronie budowli były narażone na opady deszczu i mróz. Zwłaszcza w tych miejscach lepiej sprawdzał się ściśle dopasowany kamień. Stosowana w tych miejscach cegła była nie tylko mniej odporna, ale także podczas wznoszenia budowli wymagała więcej czasu i cierpliwości z uwagi na zastosowanie do jej łączenia wolno twardniejącej zaprawy wapiennej. Jej mniejsza wytrzymałość powodowała z kolei zwiększenie przekrojów, a wrażliwość – konieczność jej zabezpieczenia okładzinami z płyt kamiennych. Zachowały się także budowle, w których przy pogrubionych filarach międzynawowych i zmniejszonej smukłości nawy głównej, ukrywano łęki oporowe pod zadaszeniem. Na terenach uboższych w kamień znacznie częściej sięgano do cegły jako głównego materiału, a budowle stawiano w układzie halowym. Cegła zdobiona jest różnobarwną polewą (stalowoczarną, brunatną, zieloną lub czerwoną). Układa się ją w wielobarwne wzory zdobiące obramowania np. portali lub płaszczyzny ścian. Od tego tła często odcinają się tynkowane blendy urozmaicające szczyty budowli.

## Gotyk w Polsce
Za najwcześniejszą budowlę w stylu gotyckim w Polsce uważa się kaplicę św. Jadwigi w Trzebnicy (1268–1269). Wiele gotyckich zabytków znajduje się w Krakowie, Wrocławiu, Toruniu, Chełmnie, Gdańsku, Malborku i Poznaniu.
- Bazylika Mariacka Wniebowzięcia NMP w Gdańsku
- kościół NMP na Piasku we Wrocławiu
- kościół Mariacki i katedra na Wawelu w Krakowie
- zamek krzyżacki w Malborku

Zamek krzyżacki w Malborku (niem. Ordensburg Marienburg) – trzyczęściowa twierdza obronna w stylu gotyckim o kubaturze ponad 250 000 m³. Składa się z zamku niskiego, zamku średniego i zamku wysokiego. Jest to jeden z największych zachowanych zespołów gotyckiej architektury na świecie. Pierwotna nazwa zamku używana przez zakon krzyżacki brzmiała Marienburg, czyli Gród Marii. Od 14 września 1309 do 1457 zamek w Malborku był siedzibą wielkiego mistrza krzyżackiego, a miasto stolicą państwa zakonnego.

Niektóre zabytki architektury gotyckiej w Polsce znajdują się na Europejskim Szlaku Gotyku Ceglanego.

## Najważniejsze budowle w stylu gotyckim
- klasyczne katedry francuskie w Chartres, Amiens, Paryżu, Reims, Bourges, Laon, Noyon czy Rouen, a także w Beauvais
- katedry angielskie w Salisbury, Ely, York, Wells, Lichfield
- Sainte Chapelle w Paryżu
- zamek papieski w Awinionie
- kościoły w Lubece i Stralsundzie
- Katedra Kolońska (ukończona w XIX w.)
- Katedra w Magdeburgu (najstarsza katedra w Niemczech)
- Katedra w Naumburgu
- kościół św. Sebalda w Norymberdze
- kościół NMP w Trewirze
- katedra św. Wita w Pradze
- katedry włoskie: katedra w Sienie, Orvieto, Florencji, Mediolanie
- ratusz w Leuven
- kościół św. Anny w Wilnie
- kościół Mariacki w Krakowie

## Literatura
- Erwin Panofsky, Architektura gotycka i scholastyka, [w:] tenże, Studia z historii sztuki, Warszawa 1971.
- Jean Bony, French Gothic Architecture of the 12th and 13th Centuries, Berkeley – London 1980.
- Georges Duby, Czasy katedr. Sztuka i społeczeństwo 980-1420, wyd. I, Warszawa 1986, wyd. III, Warszawa 2002.
- Otto von Simson, Katedra gotycka, jej narodziny i znaczenie, Warszawa 1989.
- Sztuka Świata, t. 4, praca zbiorowa, Wydawnictwo „Arkady”, 1990.
- Tadeusz Broniewski, Historia architektury dla wszystkich, Wydawnictwo Ossolineum, 1990.
- Sztuka gotyku, red. Rolf Toman, wyd. Könemann, 2000.
- David Watkin, Historia architektury zachodniej, Wydawnictwo „Arkady”, 2006. ISBN 83-213-4178-0.